# Abidos
|  | Per a altres significats, vegeu «Abidos (desambiguació)». |

Abidos (egipci antic, Abdjw o Abdju o Abedju) fou una ciutat de l'Alt Egipte situada uns 90 km al nord-oest de Luxor que va tenir l'hegemonia vers el 3200 aC en substitució de Hieracòmpolis.
Existia ja vers el 4000 aC. El culte principal de la ciutat era al déu Khentiamentiu, representat per una espècie de gos, possible antecessor d'Osiris, al quali es dedicava el culte durant l'Imperi mitjà.
Té una necròpolis molt important, on a la part coneguda com a cementiri U estan enterrats els caps o personatges locals del període Naqada I i part del Naqada II; els reis predinàstics fins a la dinastia 0 i dos reis de la dinastia I són al cementiri B, que fou la continuació del cementiri U. La darrera tomba és la d'Aha. Els següents faraons de la I i els de la II dinastia foren enterrats al cementiri conegut com a Umm al-Qa'ab.
Com a monuments destacats cal esmentar l'antic temple de Kentamentiu (vers el 3150 aC) convertit en un temple d'Osiris; el temple de Seti I fou també dedicat a Osiris, que fou lloc de pelegrinatge i va esdevenir l'Osireion. També Ramsès II hi va fer un temple després de Seti.
La ciutat va existir fins al 641, amb la conquesta àrab.